# Bräunlichgrauer Beifuß-Mönch

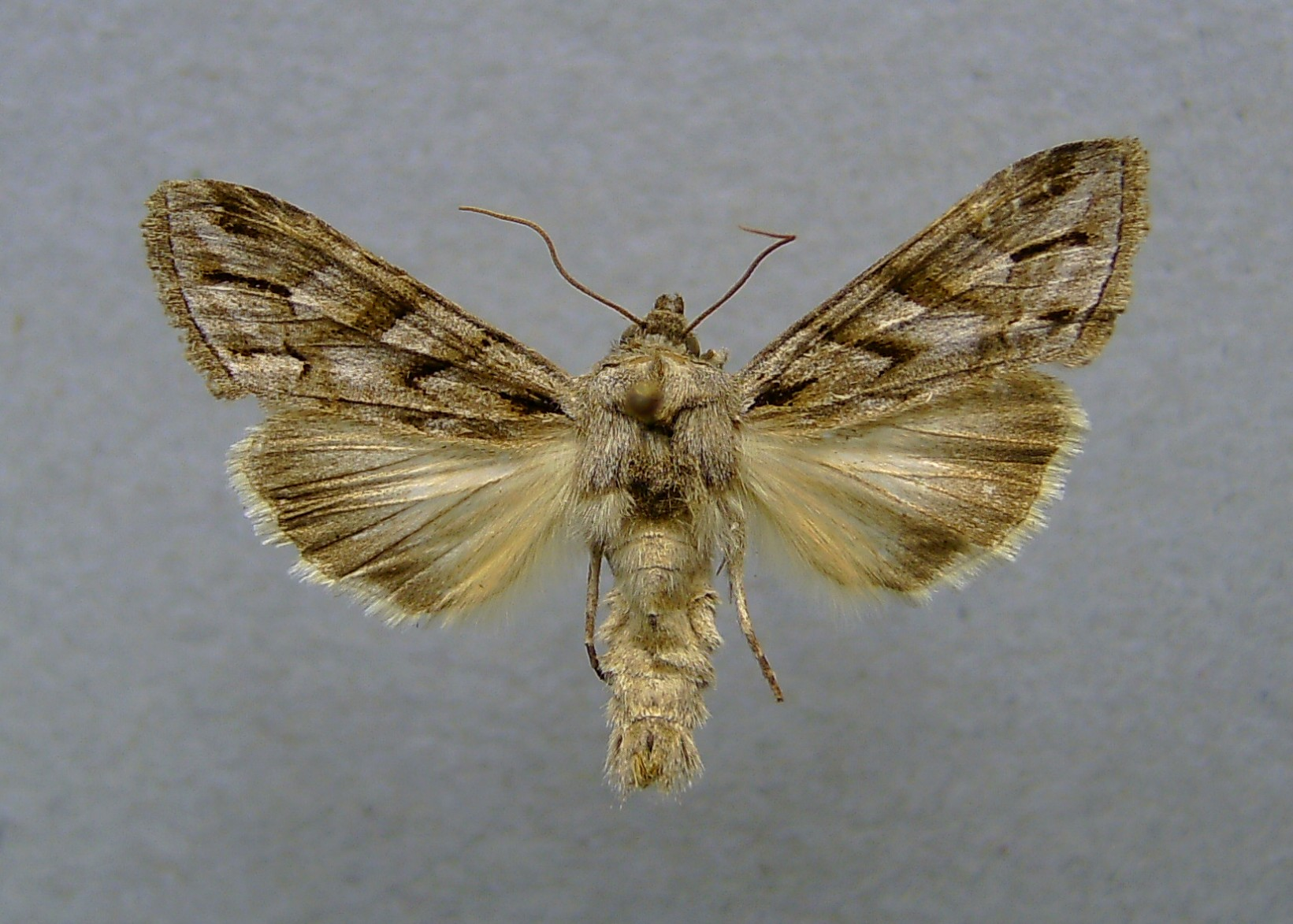
Präparierter Bräunlichgrauer Beifuß-Mönch

Der Bräunlichgraue Beifuß-Mönch (Cucullia fraudatrix) ist ein Schmetterling (Nachtfalter) aus der Familie der Eulenfalter (Noctuidae).

## Merkmale
Der Bräunlichgraue Beifuß-Mönch erreicht eine Flügelspannweite von etwa 34 bis 42 Millimetern. Die Vorderflügel sind schmal und von hellgrauer, graubrauner oder blaugrauer Grundfärbung. Am Saum unter dem Vorderrand, an der Wurzel, in der Mitte und über dem Innenrand befinden sich markante, schwarze Längsstriche, die auch die helle äußere Wellenlinie durchschneiden. Dadurch unterscheidet sich der Bräunlichgraue Beifuß-Mönch von den sonst ähnlichen Arten Beifuß-Mönch (Cucullia artemisiae) und Goldruten-Mönch (Cucullia gnaphalii). Die Hinterflügel sind hellgrau, nach außen in einen dunkleren Grauton übergehend. Am Kopf befindet sich ein nach vorne gerichteter spitzer Haarschopf, gefolgt von einem weiteren, aufrechten Haarbüschel.
Die Raupen sind grünlichweiß gefärbt und rötlich gesprenkelt. Die helle Rückenlinie ist dunkel gesäumt mit daneben liegenden keilförmigen, grünlichen und rötlich schimmernden Schrägflecken. Die Stigmen sind hellbraun und schwarz eingefasst. Der Kopf ist weißlich und grün gefleckt. Die Puppe ist gelb.

## Ähnliche Arten
- Beifuß-Mönch (Cucullia absinthii, Syn. Cucullia artemisiae)
- Goldruten-Mönch (Cucullia gnaphalii)

## Verbreitung und Vorkommen
Die Art kommt in Osteuropa verbreitet vor. Seit der Mitte des zwanzigsten Jahrhunderts breitet sich der Bräunlichgraue Beifuß-Mönch in Deutschland von Norden und Osten her aus, wie Cleve, Warnecke  und Urbahn darlegten. Außerdem ist die Art in Korea, Japan und ganz im Osten der Volksrepublik China zu finden. Die Art bevorzugt Sandgebiete, wie beispielsweise trockene Hänge und Lehnen sowie Ödländereien.

## Lebensweise
Die Raupen ernähren sich von Beifuß (Artemisia vulgaris) und leben im August und September. Sie verpuppen sich im Herbst. Die Puppe überwintert. Die Falter schlüpfen im Juli und August, sind nachtaktiv und fliegen auch künstliche Lichtquellen an.

## Gefährdung
Die Art kommt in Deutschland nicht in allen Bundesländern vor und wird auf der Roten Liste gefährdeter Arten in Kategorie V (auf der Vorwarnliste) geführt.